# Collins (Cocktail)

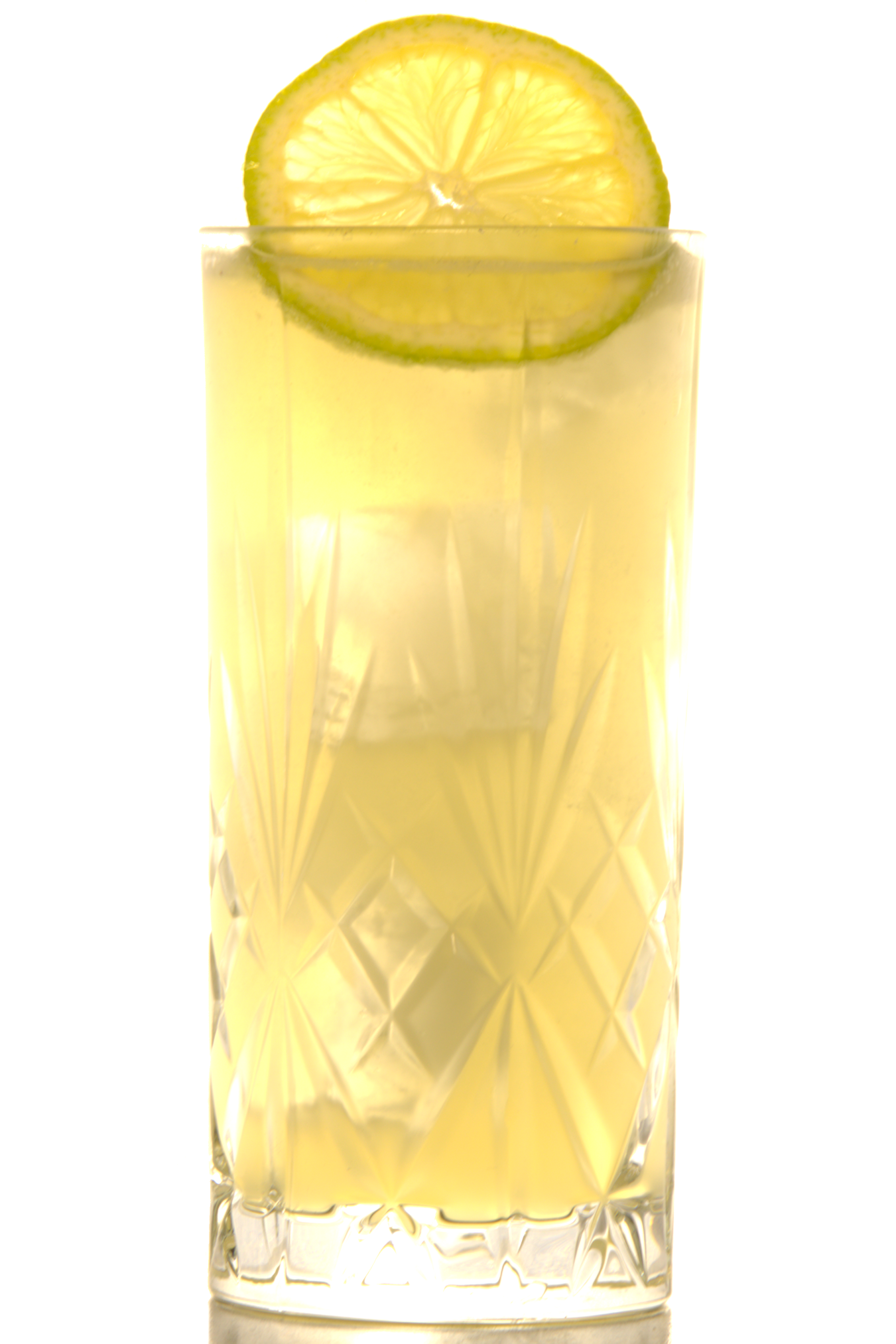
Tom Collins mit Zitronenscheibe

Ein Collins (Mehrzahl Collinses) ist ein alkoholhaltiger Cocktail, der auf dem klassischen Sour (Spirituose, Zitronensaft, Zuckersirup) aufbaut, aber wie ein Fizz zusätzlich Sodawasser enthält. Er gehört damit zu den Longdrinks. Da Kombinationen mit nahezu jeder Basisspirituose möglich sind, bilden Collinses eine eigene Drinkgruppe und werden entweder nach der enthaltenen Spirituose benannt (zum Beispiel Wodka Collins, Rum bzw. Ron Collins, Brandy Collins) oder mit Spitznamen bezeichnet, die sich für viele geläufige Kombinationen etabliert haben. Bekannte Beispiele sind die bereits im 19. Jahrhundert in den Vereinigten Staaten sehr populären John Collins und Tom Collins, die meist mit Gin oder Old Tom Gin, seltener mit Genever oder Bourbon Whiskey gemixt werden.

## Geschichte
Collinses werden erstmals in der zweiten Hälfte des 19. Jahrhunderts erwähnt, einer Zeit, in der Bars und gemixte Getränke vor allem in den Vereinigten Staaten einen regelrechten Boom erlebten. Die Kombination von gesüßten Spirituosen mit Zitrussäften – also ein Sour und damit die Grundmischung eines Collins – war seit jeher üblich, zum Beispiel im Punch (siehe auch Planter’s Punch), ebenso die Verlängerung von Mixgetränken mit Wasser oder Sodawasser, welches genau wie Eis im Lauf des 19. Jahrhunderts allgemein verfügbar wurde.
Um die Entstehung der frühesten und häufigsten Bezeichnungen „John Collins“ und „Tom Collins“ ranken sich zahlreiche Legenden, die allerdings nicht belegt sind. Sehr verbreitet ist die Geschichte über einen Barkeeper namens John Collins aus der Londoner Taverne Limmer’s, dessen Spezialität ein Gin Punch gewesen sein soll, ein in der ersten Hälfte des 19. Jahrhunderts in England beliebtes Getränk, das dem Cocktail-Historiker David Wondrich zufolge aus Gin, Zitronensaft, Wasser und oftmals Maraschinolikör bestand.:343 Im Zusammenhang mit der Bezeichnung „Tom Collins“ wird oft der Große Tom Collins Hoax von 1874 genannt. Es handelt sich um einen Bar-Spaß, der in dieser Zeit in den Vereinigten Staaten populär wurde. Dabei wurde einzelnen Bargästen erzählt, es würde ein gewisser Tom Collins in einer anderen Bar sitzen und Unverschämtheiten über sie erzählen. Einige Besucher nahmen diese Geschichte ernst und stürmten auf die Straßen auf der Suche nach Mr. Collins.:343 Zudem vermuten Historiker einen Bezug zur Bezeichnung „Old Tom Gin“. In den USA verstand man zwischen 1800 und der Mitte der 1880er Jahre unter „Gin“ nämlich in der Regel eine Art Genever, auch „Hollands“ genannt. Er wurde zwar mit Wacholder aromatisiert, aber aus Korn gebrannt und wies dadurch Nuancen auf, die an Whiskey erinnern, zudem war Hollands leicht gesüßt. In späteren Jahren, als durch verbesserte Destillationstechniken trockenere (weniger süße) Gins möglich wurden und sich als Plymouth und London Dry Gins etablierten, wurden ihre Vorläufer als Old Tom bezeichnet.:30f. Der Name „Tom Collins“ könnte also in dieser Phase, ungefähr Mitte der 1880er Jahre, aus der Verwendung von Old Tom Gin anstelle von (London) Dry Gin entstanden sein.:S. 343
Die vermutlich früheste veröffentlichte Rezeptur eines John Collins erschien 1869 in einem Barbuch in den Vereinigten Staaten:

“Teaspoonful of powdered sugar, The juice of half a lemon, A wine glass of Old Tom Gin, A bottle of plain soda. Shake up, or stir up with ice. Add a slice of lemon peel to finish.”

„Ein Teelöffel Puderzucker, den Saft einer halben Zitrone, ein Weinglas Old Tom Gin, ein Fläschchen Sodawasser. Schütteln oder mit Eis rühren, ein Stück Zitronenzeste hinzufügen.“

## Zubereitung

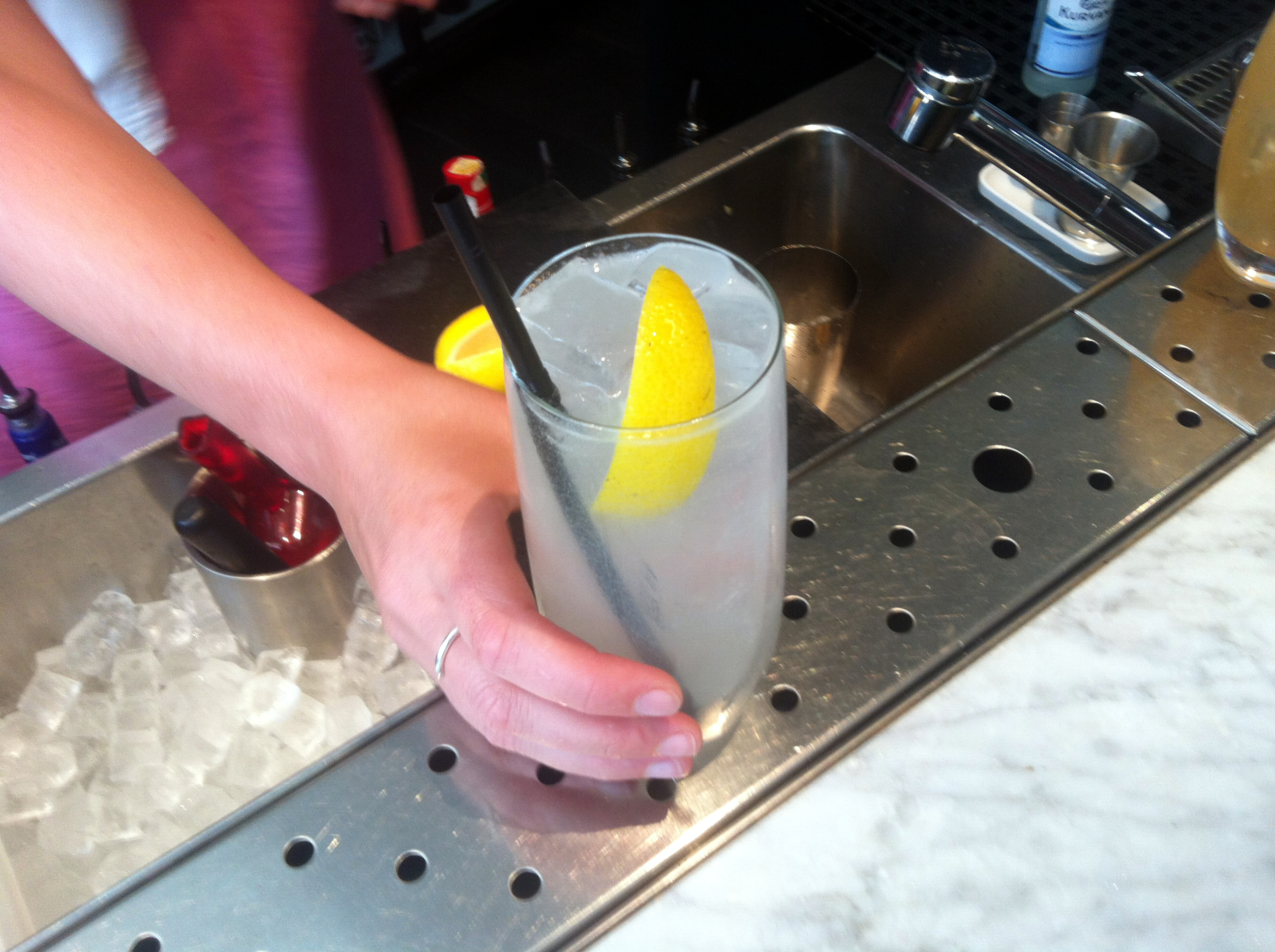
Frisch zubereiteter Tom Collins

Die Grundmischung für einen Collins ist ein Sour, es werden also zunächst ungefähr 2–3 Teile einer Spirituose, 1 Teil Zitronensaft und ½–¾ Teil Zuckersirup mit Eiswürfeln gemixt. Dabei wird der Cocktail entweder „gebaut“, also direkt im Gästeglas hergestellt, oder aber die Grundmischung wird zunächst mit Eiswürfeln im Cocktail-Shaker geschüttelt oder in einem Rührglas mit dem Barlöffel gerührt und anschließend auf frische Eiswürfel in ein Longdrink-Glas abgeseiht. Im zweiten Schritt wird dann mit kaltem Sodawasser aufgegossen und vorsichtig umgerührt. Für einen John Collins nach der Rezeptur der International Bartenders Association (IBA) werden 4,5 cl Gin (bzw. Old Tom Gin für einen Tom Collins), 3 cl Zitronensaft, 1,5 cl Zuckersirup und 6 cl Sodawasser direkt in ein mit Eiswürfeln gefülltes Collins-Glas gegeben, vorsichtig umgerührt, der Drink mit einem Dash (Spritzer) Angosturabitter abgerundet und mit einer Zitronenscheibe und einer Maraschinokirsche dekoriert.
Üblich ist die Verwendung von hochprozentigen Basisspirituosen wie Gin, Wodka, Whiskey, Weinbrand, Rum oder Tequila. Es sind aber auch Collinses mit Obstbränden oder auf Basis von Likören möglich; bei letzteren wird der Zuckeranteil in der Sour-Mischung reduziert oder weggelassen.
Oft werden Collinses mit Spitznamen aus den Ursprungsländern der Basisspirituose bezeichnet,:S. 124 zum Beispiel:
| Spirituose                 | Name                                         |
| -------------------------- | -------------------------------------------- |
| Bourbon Whiskey            | Colonel Collins                              |
| Applejack, Calvados        | Jack Collins                                 |
| Canadian Whisky            | Captain Collins                              |
| Cognac, Weinbrand (Brandy) | Pierre Collins, Brandy Collins               |
| Gin                        | John Collins                                 |
| Old Tom Gin, Genever       | Tom Collins                                  |
| Irish Whiskey              | Mike Collins                                 |
| Pisco                      | Pisco Collins                                |
| weißer Rum                 | Ron Collins (span. Rum = Ron), Pedro Collins |
| brauner Rum                | Rum Collins                                  |
| Scotch Whisky              | Sandy Collins                                |
| Tequila                    | Pepito Collins, Ruben Collins                |
| Wodka                      | Joe Collins, Wodka Collins                   |

## Unterschied zwischen Collins und Fizz

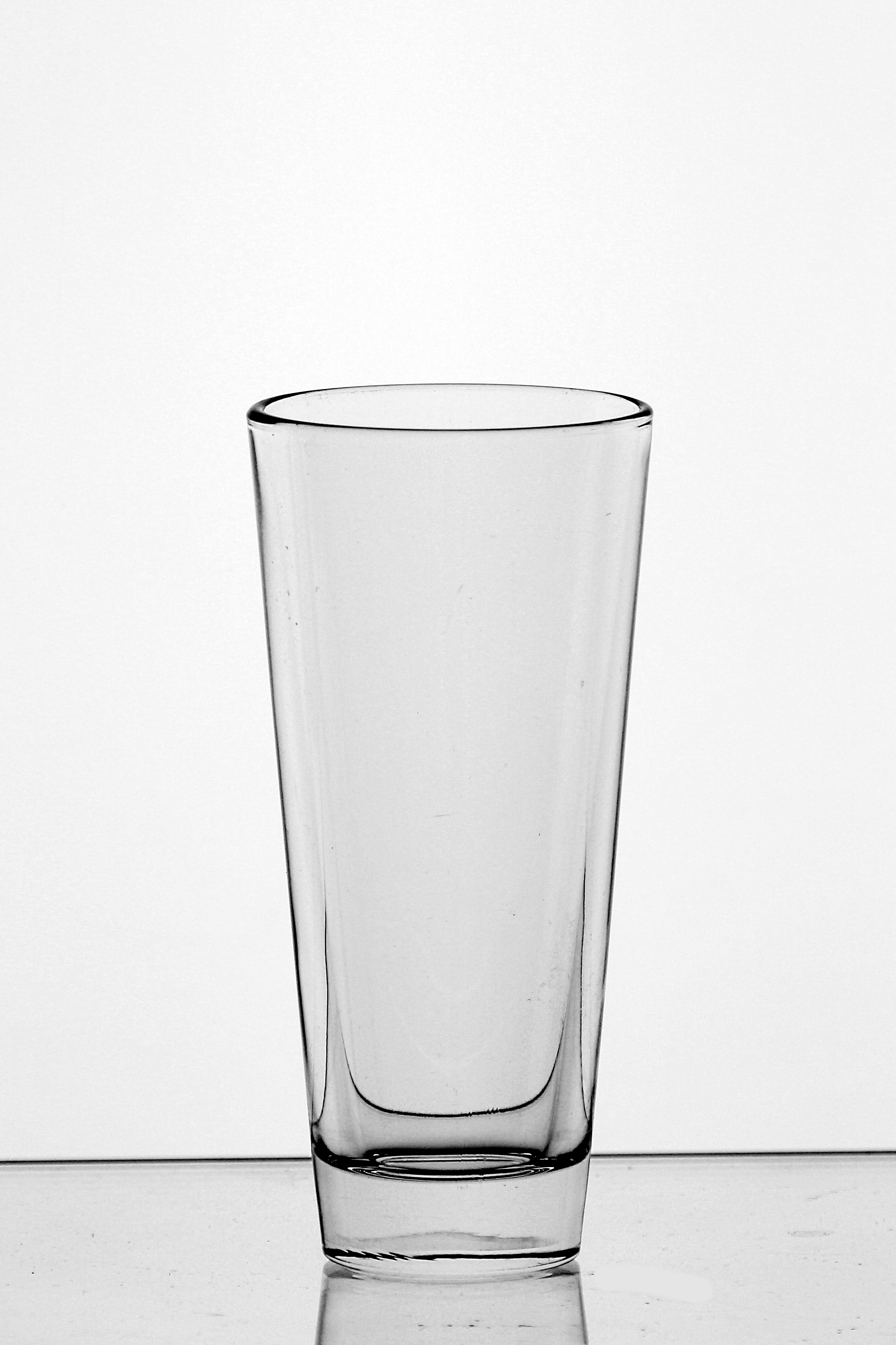
Collins-Glas

Eine Abgrenzung zwischen Collins und Fizz ist schwierig, da es sich bei beiden Getränken um mit Sodawasser ergänzte Sours handelt. Vielfach gleichen sich die Rezepturen oder unterscheiden sich nur in Details. Die „offiziellen“ Rezepte für einen Gin Fizz und einen John Collins der International Bartenders Association unterscheiden sich beispielsweise darin, dass der Gin Fizz nicht im Glas gebaut wird, sondern man die Sour-Mischung separat mit Eis schüttelt und erst danach im Gästeglas mit Soda auffüllt. Zudem wird er ohne Eiswürfel in einem Tumbler, der Collins hingegen in einem mit Eiswürfeln gefüllten Collins- oder Longdrinkglas serviert. Zum Teil wird nach der Größe differenziert und für den Fizz werden ein kleineres Glas (Fizz- oder Highballglas im Gegensatz zum größeren Collinsglas) sowie kleinere Mengen der Zutaten vorgesehen.:S. 124 u. 133 Dem Barkeeper Stephan Hinz zufolge sei ein Fizz lediglich ein „leicht aufgefizzter Sour“, also ein mit sehr wenig Soda verlängerter Shortdrink, der ohne Eiswürfel in einem Fizz-Glas serviert wird. Der Collins hingegen wird oft als echter Longdrink gesehen, es wird mehr Soda verwendet und meistens mit Eiswürfeln in einem hohen Glas serviert. Alle Unterscheidungen sind aber nicht einheitlich, in der Literatur lassen sich zahlreiche widersprüchliche Aussagen ausmachen.
Unter der Bezeichnung Collins-Glas werden im Handel schmale, hohe Longdrinkgläser mit einem Fassungsvermögen von etwa 240 bis 350 ml (8–12 oz.) angeboten.